# Dorothy Cayley
Dorothy Mary Cayley (1874 – 1955) è stata una micologa singalese.
È conosciuta per avere scoperto nel 1927 che la "rottura del tulipano" (una malattia che affligge i tulipani alterandone il colore) è dovuta a un virus.

## Biografia
Nata a Ceylon (odierno Sry Lanka), dove suo padre, Sir Richard Cayley, era il quattordicesimo giudice capo, Cayley si trasferì in Inghilterra dallo Sri Lanka quando aveva sette anni e frequentò la Stamford High School, per poi trasferirsi in Germania, dove studiò musica. Frequentò l'Università di Londra studiando scienze per qualche tempo, per poi diplomarsi in orticoltura all'University College di Reading.
Cayley era particolarmente interessata alle malattie delle piante e agli studi sul suolo. Entrò nel consiglio degli esaminatori in Orticoltura, ottenendo gli onori di prima classe e una medaglia mentre era a Reading. Ottenne inoltre una prima classe al Royal Horticultural Society Examination e fu nominata soprintendente dei giardini che appartenevano al Dipartimento di Botanica di Reading.
Fu anche un'artista di talento, in particolare dedicandosi a fare dipinti dei funghi che esaminava.
Nel 1910 svolse volontariato presso il John Innes Center, trovandosi costretta a lavorare nella soffitta della Manor House nell'attesa che i laboratori fossero costruiti. Bateson le offrì una modesta borsa di studio nel 1911. Tra il 1914 e il 1918 diede il suo contributo all'esercito con diversi lavori: tagliare le felci nella foresta di Savernake per la lettiera dei cavalli dell'esercito e la messa a punto degli strumenti per la fabbrica di aeroplani Vickers. Nel 1916 interruppe la sua formazione accademica per impegnarsi negli ultimi 18 mesi di guerra nell'assistenza in indagini mediche della Royal Army sul tetano presso il Lister Institute of Preventive Medicine di Londra. Nel 1919 tornò al John Innes Center come studentessa; più tardi nello stesso anno ottenne il titolo di "micologo".

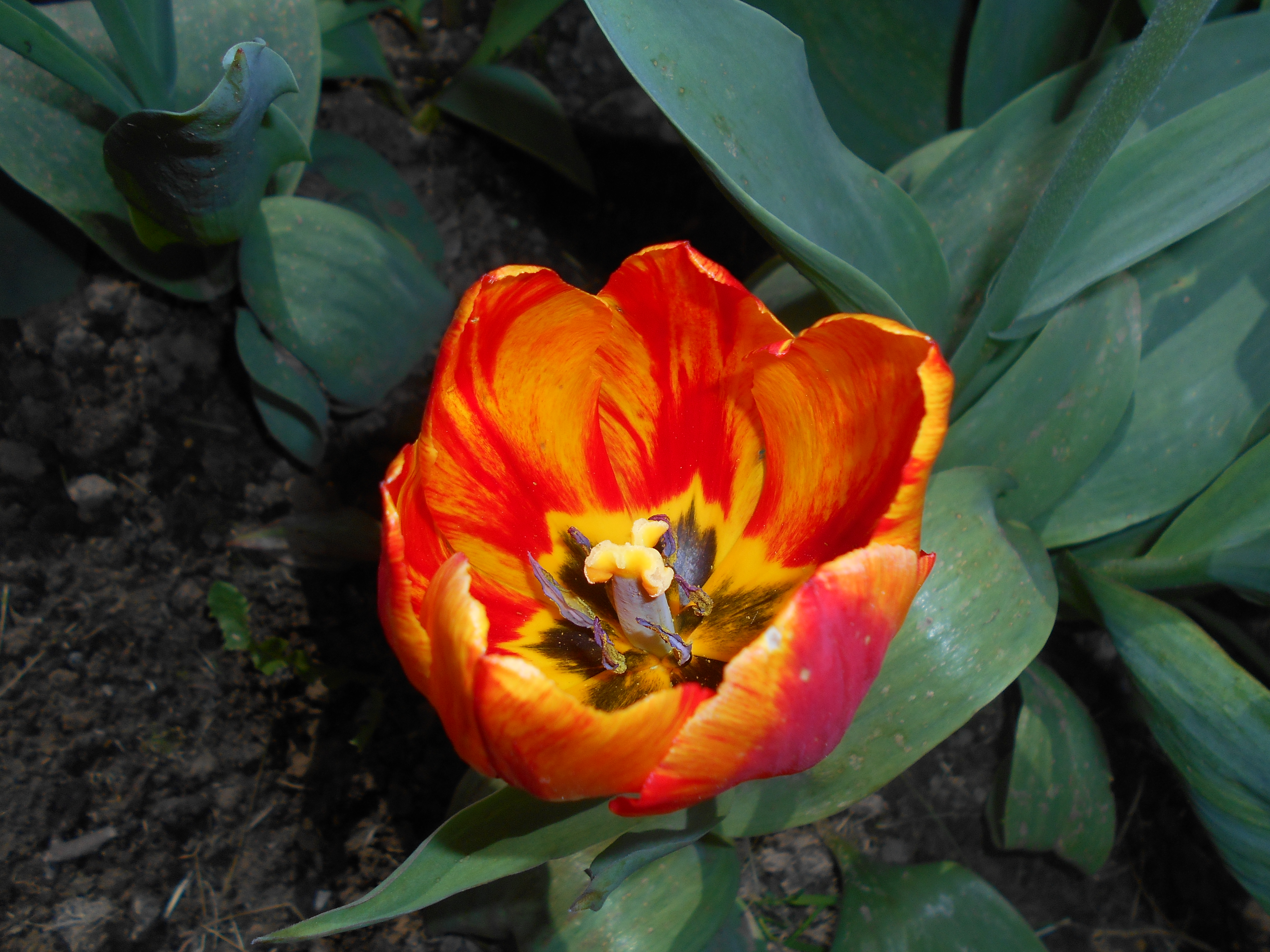
Un tulipano affetto da "rottura del tulipano".

Fu membro fondatore della Genetical Society nel 1919 e introdusse lo studio della genetica dei funghi nel Regno Unito. Scoprì che lo strano fenomeno denominato "rottura del tulipano" era dovuto a un virus probabilmente diffuso dagli afidi e che l'insolita variazione di colore non derivava da fattori genetici. Oltre a trovare la causa di tale fenomeno, ne suggerì una cura, rendendo entusiasti gli appassionati di tulipani che poterono così ammirare i tulipani nei loro colori naturali. Pubblicò i risultati della sua scoperta nel 1928. Era inoltre interessata allo studio dei funghi mucillaginosi e contribuì alla comprensione della riproduzione sessuale di tali organismi.
Andò in pensione nel 1938 e un anno dopo divenne vicepresidente della British Mycological Society.